# Saint-Denis–Pleyel metróállomás
A Saint-Denis–Pleyel egy metróállomás Franciaországban, Párizsban a párizsi metró 14-es metróvonalán. Tulajdonosa és üzemeltetője a RATP.

## Nevezetességek a közelben
- Saint-Denis-székesegyház

## Metróvonalak
Az állomást az alábbi metróvonalak érintik:
- 14-es metróvonal
- 15-ös-metróvonal (építés alatt)
- 16-os metróvonal (építés alatt)
- 17-es metróvonal (építés alatt)

## Kapcsolódó állomások
A metróállomáshoz az alábbi állomások vannak a legközelebb:
- Les Grésillons (Pont de Sèvres, 15-ös-metróvonal)
- Stade de France (Champigny Centre, 15-ös-metróvonal)
- La Courneuve - Six Routes (Noisy - Champs, 16-os metróvonal)
- Mairie de Saint-Ouen (Aéroport d'Orly, 14-es metróvonal)
- La Courneuve - Six Routes (Le Mesnil-Amelot, 17-es metróvonal)